# Luge aux Jeux olympiques de 2022
Navigation
Pyeongchang 2018 Milan-Cortina 2026
Les épreuves de luge aux Jeux olympiques d'hiver de 2022 se déroulent du 5 au 10 février 2022 sur la piste de Xiaohaituo dans le district de Yanqing, en Chine. Comme en 2014 à Sotchi, l'Allemagne réalise le « Grand Chelem » en luge à Pékin en remportant toutes les épreuves. Natalie Geisenberger, Tobias Wendl et Tobias Arlt, invaincus en trois olympiades en simple femmes, double hommes et par équipes, remportent ainsi chacun leurs sixièmes médailles d'or olympiques.  

## Qualifications
Les athlètes qualifiés sont les 35 meilleurs lugeurs et lugeuses selon le classement pour la saison 2021/2022 jusqu'au 10 janvier 2022. Pour être qualifié, les minima pour cette saison sont de 20 points pour les hommes, 36 points pour les femmes et 44 points pour le double et un minimum de cinq participations à une compétition internationale sur les saisons olympique et préolympique 2020/2021.
Le pays hôte est assuré de participer à chaque épreuve. Il y a par ailleurs certaines restrictions pour limiter le nombre d'athlètes par comité olympique : chaque CNO peut inscrire un maximum de trois hommes, trois femmes et deux doubles. 
Bien que le double soit toujours composé d'hommes, la catégorie reste ouverte et rien n'interdit d'avoir un équipage exclusivement masculin.
Chaque CNO est en mesure de participer au relais s'il peut constituer une équipe avec chaque type d'équipage individuel (homme/femme/double).
Le 17 décembre 2021, la Fédération internationale de luge de course annonce que le système de qualification est modifié en raison de l'annulation ou de problèmes de logistique dans certaines courses. Le nouveau système permet alors aux athlètes de se qualifier en fonction de leurs quatre meilleurs résultats au cours de la saison de la Coupe du monde et non plus sur les sept résultats précédents.

## Calendrier
| Épreuves   | Épreuves   | Jour de compétition (Février 2022) | Jour de compétition (Février 2022) | Jour de compétition (Février 2022) | Jour de compétition (Février 2022) | Jour de compétition (Février 2022) | Jour de compétition (Février 2022) | Jour de compétition (Février 2022) | Jour de compétition (Février 2022) |
| Épreuves   | Épreuves   | 5                                  | 6                                  | 7                                  | 8                                  | 9                                  | 10                                 |                                    |                                    |
| Hommes     | Simple     | H1 & H2                            | H3 & H4                            |                                    |                                    |                                    |                                    |                                    |                                    |
| Hommes     | Double     |                                    |                                    |                                    |                                    | H1 & H2                            |                                    |                                    |                                    |
| Femmes     | Simple     |                                    |                                    | H1 & H2                            | H3 & H4                            |                                    |                                    |                                    |                                    |
| Par équipe | Par équipe |                                    |                                    |                                    |                                    |                                    | Relais                             |                                    |                                    |

## Résultats
| Épreuve                                | Or                                                                             | Or             | Argent                                                                  | Argent         | Bronze                                                                     | Bronze         |
| -------------------------------------- | ------------------------------------------------------------------------------ | -------------- | ----------------------------------------------------------------------- | -------------- | -------------------------------------------------------------------------- | -------------- |
| Simple hommes résultats détaillés      | Johannes Ludwig (GER)                                                          | 3 min 48 s 735 | Wolfgang Kindl (AUT)                                                    | 3 min 48 s 895 | Dominik Fischnaller (ITA)                                                  | 3 min 49 s 686 |
| Simple femmes résultats détaillés      | Natalie Geisenberger (GER)                                                     | 3 min 53 s 454 | Anna Berreiter (GER)                                                    | 3 min 53 s 947 | Tatiana Ivanova (ROC)                                                      | 3 min 54 s 507 |
| Double résultats détaillés             | Tobias Wendl et Tobias Arlt (GER)                                              | 1 min 56 s 554 | Toni Eggert et Sascha Benecken (GER)                                    | 1 min 56 s 653 | Thomas Steu et Lorenz Koller (AUT)                                         | 1 min 57 s 065 |
| Relais par équipes résultats détaillés | Allemagne- Natalie Geisenberger - Johannes Ludwig - Tobias Wendl / Tobias Arlt | 3 min 3 s 406  | Autriche- Madeleine Egle - Wolfgang Kindl - Thomas Steu / Lorenz Koller | 3 min 3 s 486  | Lettonie - Elīza Tīruma - Kristers Aparjods - Mārtiņš Bots / Roberts Plūme | 3 min 4 s 354  |

## Tableau des médailles
| Rang  | Pays      | Médaille d'or, Jeux olympiques | Médaille d'argent, Jeux olympiques | Médaille de bronze, Jeux olympiques | Total |
| 1     | Allemagne | 4                              | 2                                  | 0                                   | 6     |
| 2     | Autriche  | 0                              | 2                                  | 1                                   | 3     |
| 3     | Italie    | 0                              | 0                                  | 1                                   | 1     |
| 3     | Lettonie  | 0                              | 0                                  | 1                                   | 1     |
| 3     | ROC       | 0                              | 0                                  | 1                                   | 1     |
| Total | Total     | 4                              | 4                                  | 4                                   | 12    |